# Jordan Williams (peleador)
Jordan Anthony Williams (Menomonee Falls, Wisconsin; 13 de octubre de 1990) es un artista marcial mixto estadounidense que compite en la división de peso wélter de Ultimate Fighting Championship.

## Primeros años
Williams comenzó a luchar cuando un amigo le planteó la idea y su beca completa para la UC Davis se cayó cuando abandonaron el programa de lucha debido a la falta de fondos. En 2010, en Sierra College, fue el campeón estatal de lucha de la universidad comunitaria en 197 libras. Cuando era un estudiante universitario de 19 años, en medio de la temporada de lucha, Williams fue diagnosticado con diabetes tipo 1, después de perder repentinamente 20 libras en 2 semanas. Después de la pérdida ante Rodrigo Vargas debido a un corte, Williams fue invitado a entrenar con David Terrell, donde ha permanecido desde entonces.

## Carrera en artes marciales mixtas

### Carrera temprana
En su debut en las MMA en CFFC Nor Cal Conflict, derrotó a Sean Choice por TKO en el tercer asalto. Williams derrotó a JC Llamas por decisión unánime en TWC 19 Blackout. Perdió contra Rodrigo «Kazula» Vargas en la TPF 19 por decisión médica debido a un corte. En TPF 22 Champions Collide 2, derrotó a Christian Barber por TKO en el primer asalto. En su única aparición en el West Coast Fighting Championship, en el WFC 15, Williams noqueó a Richard Rigmaden en el primer asalto. En Tachi Palace Fights 25, sometió a Preston Scharf en el primer asalto por estrangulamiento por detrás para conseguir la primera victoria por sumisión de su carrera profesional. Sufriría su segunda derrota de su carrera en las MMA ante el futuro luchador de la UFC Dwight Grant en Conquer FC 2 tras ser noqueado en el primer asalto. Williams se recuperaría, noqueando a Alexander López en el primer asalto en Dragon House 28
En su debut con Bellator MMA en Bellator 199, derrotó a Brandon Hester por TKO en el segundo asalto para asegurar su primera victoria bajo la bandera de Bellator MMA.

### Dana White's Contender Series
Tras acumular un récord de 7-2 en el circuito regional de California y últimamente en Bellator, Williams fue invitado a enfrentarse a Tim Caron en el Dana White's Tuesday Night Contender Series 11 el 26 de junio de 2018. Ganó el combate por nocaut en el tercer asalto, pero el resultado fue finalmente anulado después de que Williams diera positivo por metabolitos de cannabis. Williams también fue multado y suspendido por seis meses, lo que lo hizo elegible para regresar a la competencia el 26 de diciembre de 2018.
Después de una victoria por nocaut técnico contra Diego Herzog en Bellator 220, Williams regresó al Contender Series para enfrentarse a Ramazan Kuramagomedov en el Dana White's Contender Series 21 el 23 de julio de 2019. Perdió el combate por decisión dividida.
Hizo su tercera aparición en la serie contra Gregory Rodrigues en el Dana White's Contender Series 33 el 15 de septiembre de 2020. Ganó el combate por nocaut en el primer asalto y obtuvo un contrato con la UFC.

### Ultimate Fighting Championship
Williams hizo su debut en la promoción contra Nassourdine Imavov en UFC on ESPN: Holm vs. Aldana el 4 de octubre de 2020. Perdió el combate por decisión unánime.

### Regreso al peso wélter
Hizo su segunda aparición contra Mickey Gall en UFC on ESPN: Sandhagen vs. Dillashaw el 24 de julio de 2021. Perdió el combate por sumisión en el primer asalto.
Williams se enfrentó a Ian Garry en UFC 268 el 6 de noviembre de 2021. Perdió el combate por nocaut en el primer asalto.

## Campeonatos y logros
- Dragon House
  - Campeonato de Peso Medio de DH (una vez; ex)

## Récord en artes marciales mixtas
| Resultado     | Récord  | Oponente              | Método                                 | Evento                               | Fecha                    | Ronda | Tiempo | Localización              | Notas |
| ------------- | ------- | --------------------- | -------------------------------------- | ------------------------------------ | ------------------------ | ----- | ------ | ------------------------- | --- |
| Derrota       | 9-6 (1) | Ian Garry             | KO (puñetazos)                         | UFC 268                              | 6 de noviembre de 2021   | 1     | 4:59   | Nueva York                | |
| Derrota       | 9-5 (1) | Mickey Gall           | Sumisión (estrangulamientopor detrás)  | UFC on ESPN: Sandhagen vs. Dillashaw | 24 de julio de 2021      | 1     | 2:57   | Las Vegas, Nevada         | Regreso al peso wélter. |
| Derrota       | 9-4 (1) | Nassourdine Imavov    | Decisión (unánime)                     | UFC on ESPN: Holm vs. Aldana         | 4 de octubre de 2020     | 3     | 5:00   | Abu Dhabi                 | |
| Victoria      | 9-3 (1) | Gregory Rodrigues     | KO (puñetazos)                         | Dana White's Contender Series 33     | 15 de septiembre de 2020 | 1     | 2:19   | Las Vegas, Nevada         | |
| Derrota       | 8-3 (1) | Ramazan Kuramagomedov | Decisión (dividida)                    | Dana White's Contender Series 21     | 23 de julio de 2019      | 3     | 5:00   | Las Vegas, Nevada         | |
| Victoria      | 8-2 (1) | Diego Herzog          | TKO (puñetazos)                        | Bellator 220                         | 27 de abril de 2019      | 3     | 1:21   | San José, California      | |
| Sin resultado | 7-2 (1) | Tim Caron             | Sin resultado (anulado)                | Dana White's Contender Series 11     | 26 de junio de 2018      | 3     | 3:37   | Las Vegas, Nevada         | Originalmente una victoria por TKO (codazos) para Williams, anulada después de que diera positivo por metabolitos de cannabis. |
| Victoria      | 7-2     | Brandon Hester        | TKO (puñetazos)                        | Bellator 199                         | 12 de mayo de 2018       | 2     | 1:11   | San José, California      | |
| Victoria      | 6-2     | Alex Lopez            | KO (puñetazo)                          | Dragon House 28                      | 24 de marzo de 2018      | 1     | 0:24   | San Francisco, California | Debut en el peso medio. Ganó el vacante Campeonato de Peso Medio de DH.                                                        |
| Derrota       | 5-2     | Dwight Grant          | KO (puñetazo)                          | Conquer FC 2                         | 30 de abril de 2016      | 1     | 2:47   | Richmond, California      | |
| Victoria      | 5-1     | Preston Scharf        | Sumisión (estrangulamiento por detrás) | TPF 25: Fall Brawl                   | 19 de noviembre de 2015  | 1     | 1:42   | Lemoore, California       | |
| Victoria      | 4-1     | Richard Rigmaden      | KO (puñetazo)                          | West Coast FC 15                     | 10 de octubre de 2015    | 1     | 0:46   | Sacramento, California    | Combate de peso acordado (180 libras).                                                                                         |
| Victoria      | 3-1     | Cris Barber           | TKO (puñetazos)                        | TPF 22: Champions Collide II         | 5 de febrero de 2015     | 1     | 1:44   | Lemoore, California       | |
| Derrota       | 2-1     | Kazula Vargas         | TKO (parada médica)                    | TPF 19: Throwback Thursday           | 19 de junio de 2014      | 1     | 5:00   | Lemoore, California       | |
| Victoria      | 2-0     | J.C. Llamas           | Decisión (unánime)                     | TWC 19: Blackout                     | 25 de enero de 2014      | 3     | 5:00   | Porterville, California   | |
| Victoria      | 1-0     | Sean Choice           | TKO (puñetazos)                        | Cage Combat FC                       | 22 de junio de 2013      | 3     | 2:06   | Santa Rosa, California    | Debut en el peso wélter. |